# 群馬県立吉井高等学校
群馬県立吉井高等学校（ぐんまけんりつ よしいこうとうがっこう）は、群馬県高崎市吉井町に所在する公立の高等学校。県内で3番目の総合学科校。
1974年11月1日に開校。翌年、第一回入学式。以前は普通科で、開校当初は男女定員360名だった。

## 設置学科
- 総合学科
  - 文科系列 (人文社会系列)
  - 理科系列 (自然科学系列)
  - 商業系列 (情報社会系列)
  - 芸術・福祉・体育系列 (人間科学系列)
    - 2年次より各系列に分かれる。

## 概要
1974年に11月1日に普通科高校として開校。当時の定員は男女各180名、計360名。完全な男女共学ではなく、男女それぞれ分かれている半共学校だった。制服は当時の県内の高校では珍しかったブレザー。また、初期は早朝マラソンを実施し、生徒全員が校庭を走っていた。
2000年度に総合学科に改編。定員を男女200名に変更。男女混合名簿を採用。選抜方法のひとつとしてパーソナルプレゼンテーションを採用（通称PP）（前期選抜）。これは自分の得意な分野をそれぞれ披露し、評価するものである。PPを使わない場合は、小論文を書くという手段がある。
後期選抜では、傾斜配点方式を使える。これは、受験生が学校に対して事前に5教科（国語・数学・理科・社会・英語）のうちの1教科を、選び、その教科に対しては、100点満点ではなく、200点満点で採点するというものである。
なお、2007年度の入学者選抜以降は学校の方針により、PPは廃止されることとなった。
また、2006年度入学生より、通常日の私服の着用を禁じ（私服は2000年度より可となった）、2007年度入学生より、2度目の制服変更となる（1回目は2000年度）。
2年生時に行われる修学旅行では近年は沖縄へ行っていたが、2006年度入学生より関西方面へと変更になった。さらに、これまでの修学旅行では行わなかった大学見学を行う。
部活動はハンドボール部が盛ん。特に女子ハンドボール部は2005年に行われた春の選抜大会でベスト4に入った。
2004年度に創立30周年をむかえ、その際、同窓会名簿・吉井高校の歴史・校歌のCDなどが作られ、その当時の在校生に配布された。ただし、校歌のCD以外は2005年度の在校生に配布された。
2005年度より毎週水曜日の朝に検定学習が始まり、1年生から3年生まで全員が資格取得（英検・漢検・簿記検定・ワープロ実務検定など）を目指している。
2014年には創立40周年を迎え、年度末に2004年から2014年までの吉井高校の歴史を収録したDVDが在校生に配布された。
前橋南高校、西邑楽高校、渋川青翠高校、高崎北高校の校舎は吉井高校と同じ構造の校舎である。ほぼ同じ時期に設立されたため校舎の設計費を節約するため規格品校舎となったため。

## 沿革
- 1974年 - 群馬県立吉井高等学校設置について、議案可決される。定員男女360名 (群馬県議会)
- 1974年 - 群馬県立吉井高等学校設置条例施行される。
- 1975年 - 第一回入学式を挙行
- 1978年 - 第一回卒業証書授与式を挙行
- 1984年 - 創立10周年記念式典を挙行
- 1991年 - 男女共学の実施、1学級減 (1学年7学級）
- 1995年 - 創立20周年記念式典を挙行
- 1999年 - 男女枠募集撤廃、1学級減 (1学年6学級）
- 2000年 - 1学級減 (1学年5学級）
- 2002年 - 第一回総合学科入学式
- 2004年 - 創立30周年記念式典を挙行
- 2009年 - 1学級減 (1学年4学級)
- 2014年 - 創立40周年記念式典を挙行

## 著名な卒業生
- 吉田眞（パックンマックン）
- 瀬間貴浩（ボブスレー選手）
- 土屋太朗（ボートレーサー）
- 関浩哉（ボートレーサー）